# نشيد رومانيا الوطني

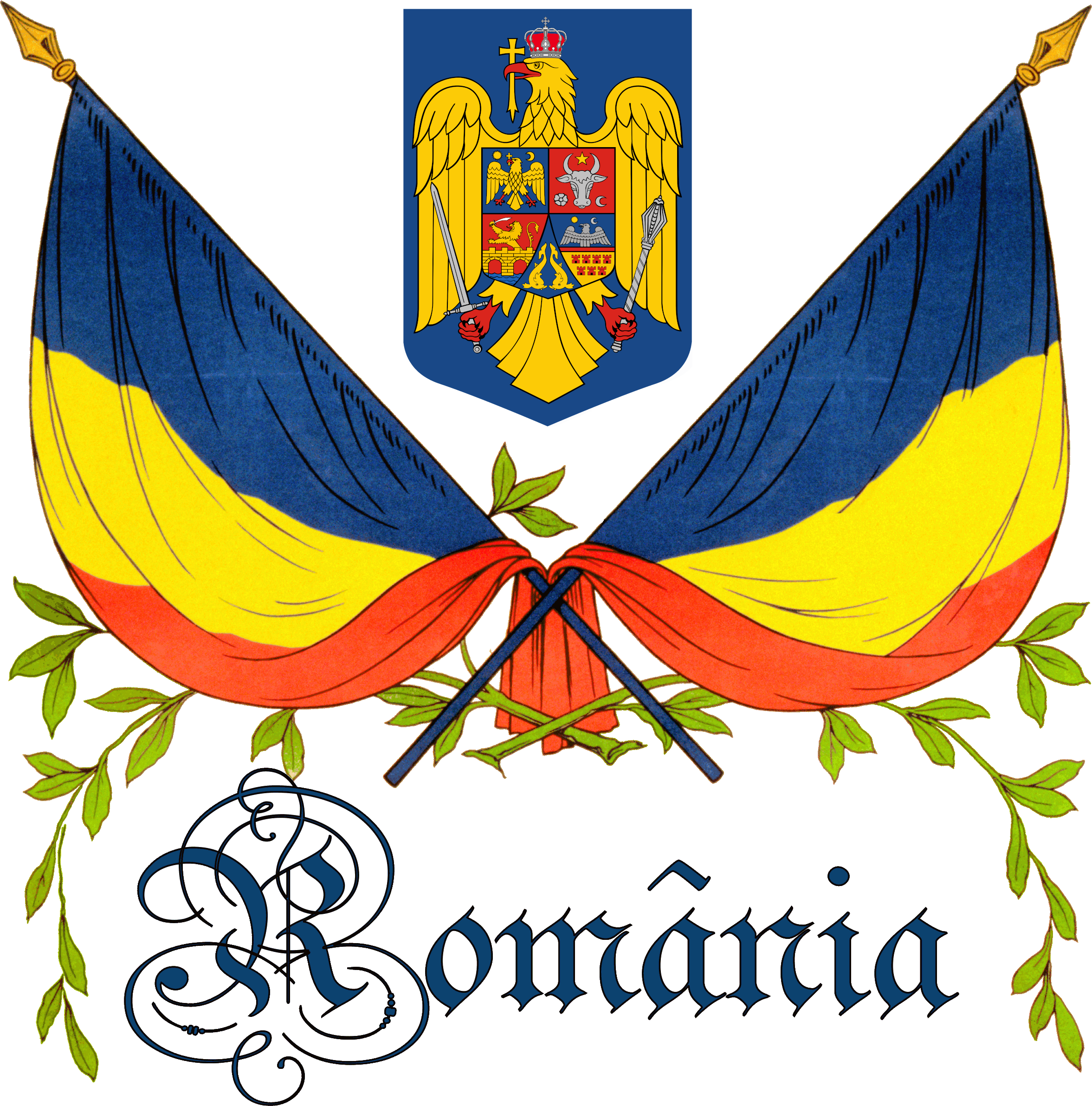
لحن النشيد مع الكلمات مترجمة إلى العربية
ملف:Desteapta-te, romane!.ogg

استيقظ أيها الروماني، أو يطلق عليه (بالرومانية:Deșteaptă-te, române) يعد النشيد الوطني لجمهورية رومانيا، وهو من كلمات أندري موريشيانو، أما لحنه فهو مستوحى من موسيقى شعبية رومانية يرجح بأن أنطون بان هو من قام باختيارها و تنسيقها، كُتب و نشر خلال ثورة عام 1848.